# Чемпіонат світу з водних видів спорту 2019
Чемпіонат світу з водних видів спорту 2019 року (також Акватика-2019) — 18-й за ліком чемпіонат під егідою Міжнародної федерації плавання (FINA), який проходив у Кванджу (Південна Корея) з 12 по 28 липня 2019 року.

## Вибори місця проведення
19 липня 2013 року на Генеральному конгресі FINA в Барселоні місцем проведення чемпіонату було обрано Кванджу (Південна Корея).

## Календар змагань
Загалом розіграно 76 комплектів медалей у шести дисциплінах. Пляжне водне поло було представлене як демонстраційний вид спорту.
| ● | Церемонія відкриття | ● | Відбіркові змагання | ● | Фінали | ● | Церемонія закриття |

| Липень                     | 12 Пт | 13 Сб | 14 Нд | 15 Пн | 16 Вт | 17 Ср | 18 Чт | 19 Пт | 20 Сб | 21 Нд | 22 Пн | 23 Вт | 24 Ср | 25 Чт | 26 Пт | 27 Сб | 28 Нд | Комплекти медалей |
| -------------------------- | ----- | ----- | ----- | ----- | ----- | ----- | ----- | ----- | ----- | ----- | ----- | ----- | ----- | ----- | ----- | ----- | ----- | ----------------- |
| Церемонії                  | ●     |       |       |       |       |       |       |       |       |       |       |       |       |       |       |       | ●     |                   |
| Плавання                   |       |       |       |       |       |       |       |       |       | 4     | 4     | 5     | 5     | 5     | 5     | 6     | 8     | 42                |
| Плавання на відкритій воді |       | 1     | 1     |       | 1     | 1     | 1     | 2     |       |       |       |       |       |       |       |       |       | 7                 |
| Синхронне плавання         | ●     | 1     | 1     | 2     | 1     | 1     | 1     | 1     | 2     |       |       |       |       |       |       |       |       | 10                |
| Стрибки у воду             | ●     | 3     | 2     | 2     | 1     | 1     | 1     | 1     | 2     |       |       |       |       |       |       |       |       | 13                |
| Хай-дайвінг                |       |       |       |       |       |       |       |       |       |       | ●     | 1     | 1     |       |       |       |       | 2                 |
| Водне поло                 |       |       | ●     | ●     | ●     | ●     | ●     | ●     | ●     | ●     | ●     | ●     | ●     | ●     | 1     | 1     |       | 2                 |
| Пляжне водне поло          |       | ●     | ●     | ●     | ●     | ●     | 1     | 1     |       |       |       |       |       |       |       |       |       | 2                 |
| Комплекти медалей          |       | 5     | 4     | 4     | 3     | 3     | 3     | 4     | 4     | 4     | 4     | 5     | 5     | 5     | 6     | 8     | 9     | 76                |
| Всього медалей             |       | 5     | 9     | 13    | 16    | 19    | 22    | 26    | 30    | 34    | 38    | 43    | 48    | 53    | 59    | 67    | 76    |                   |

## Країни-учасниці
| Країни-учасниці (кількість кваліфікованих спортсменів) |
| --- |
| \| - Австралія (61) - Австрія (4) - Ангола (1) - Аргентина (5) - Аруба (2) - Бельгія (1) - Білорусь (13) - Болгарія (2) - Болівія (3) - Бразилія (32) - Велика Британія (24) - Венесуела (7) - Вірменія (2) - Гватемала (2) - Гонконг (15) - Греція (42) - Грузія (2) - Домініканська Республіка (2) - Еквадор (6) - Естонія (3) - Єгипет (18) - Ізраїль (15) - Індія (5) - Індонезія (1) - Ірландія (3) - Іспанія (48) - Італія (58) - Казахстан (44) - Канада (41) - Китай (56) - Колумбія (14) - Коста-Рика (12) - Кот-д'Івуар - Куба (23) - Кувейт (4) - Литва (2) - Ліхтенштейн (2) - Люксембург (1) - Макао (8) - Малайзія (9) - Марокко (1) - Мексика (35) - Намібія (1) - Нідерланди (21) - Німеччина (35) - Нова Зеландія (41) - Норвегія (2) - ПАР (46) - Перу (1) - Південна Корея (53) (Господарі) - Північна Корея (12) - Північна Македонія (1) - Польща (15) - Португалія (5) - Пуерто-Рико (1) - Росія (52) - Румунія (6) - Сальвадор (1) - Сан-Марино (2) - Сейшельські Острови (5) - Сенегал (1) - Сербія (23) - Сінгапур (18) - Словаччина (14) - Словенія (1) - Судан (1) - США (70) - Таджикистан - Таїланд (22) - Туніс (1) - Туреччина (4) - Угорщина (44) - Узбекистан (8) - Україна (25) - Уругвай (1) - Фінляндія (3) - Франція (25) - Хорватія (15) - Чехія (9) - Чилі (5) - Чорногорія (13) - Швейцарія (18) - Швеція (6) - Ямайка (1) - Японія (50) \| |
| - Австралія (61) - Австрія (4) - Ангола (1) - Аргентина (5) - Аруба (2) - Бельгія (1) - Білорусь (13) - Болгарія (2) - Болівія (3) - Бразилія (32) - Велика Британія (24) - Венесуела (7) - Вірменія (2) - Гватемала (2) - Гонконг (15) - Греція (42) - Грузія (2) - Домініканська Республіка (2) - Еквадор (6) - Естонія (3) - Єгипет (18) - Ізраїль (15) - Індія (5) - Індонезія (1) - Ірландія (3) - Іспанія (48) - Італія (58) - Казахстан (44) - Канада (41) - Китай (56) - Колумбія (14) - Коста-Рика (12) - Кот-д'Івуар - Куба (23) - Кувейт (4) - Литва (2) - Ліхтенштейн (2) - Люксембург (1) - Макао (8) - Малайзія (9) - Марокко (1) - Мексика (35) - Намібія (1) - Нідерланди (21) - Німеччина (35) - Нова Зеландія (41) - Норвегія (2) - ПАР (46) - Перу (1) - Південна Корея (53) (Господарі) - Північна Корея (12) - Північна Македонія (1) - Польща (15) - Португалія (5) - Пуерто-Рико (1) - Росія (52) - Румунія (6) - Сальвадор (1) - Сан-Марино (2) - Сейшельські Острови (5) - Сенегал (1) - Сербія (23) - Сінгапур (18) - Словаччина (14) - Словенія (1) - Судан (1) - США (70) - Таджикистан - Таїланд (22) - Туніс (1) - Туреччина (4) - Угорщина (44) - Узбекистан (8) - Україна (25) - Уругвай (1) - Фінляндія (3) - Франція (25) - Хорватія (15) - Чехія (9) - Чилі (5) - Чорногорія (13) - Швейцарія (18) - Швеція (6) - Ямайка (1) - Японія (50)       |

## Медальний залік
Медальна таблиця взята з даних Міжнародної федерації плавання (FINA).
  *   Країна-господарка (Південна Корея)
| Місце                | NOC                   | Золото | Срібло | Бронза | Загалом |
| -------------------- | --------------------- | ------ | ------ | ------ | ------- |
| 1                    | Китай (CHN)           | 16     | 11     | 3      | 30      |
| 2                    | США (USA)             | 15     | 11     | 10     | 36      |
| 3                    | Росія (RUS)           | 12     | 11     | 7      | 30      |
| 4                    | Австралія (AUS)       | 7      | 9      | 7      | 23      |
| 5                    | Угорщина (HUN)        | 5      | 0      | 0      | 5       |
| 6                    | Італія (ITA)          | 4      | 6      | 5      | 15      |
| 7                    | Велика Британія (GBR) | 4      | 2      | 6      | 12      |
| 8                    | Німеччина (GER)       | 3      | 2      | 3      | 8       |
| 9                    | Бразилія (BRA)        | 2      | 3      | 2      | 7       |
| 10                   | Канада (CAN)          | 2      | 2      | 7      | 11      |
| 11                   | Японія (JPN)          | 2      | 2      | 6      | 10      |
| 12                   | Франція (FRA)         | 1      | 3      | 3      | 7       |
| 13                   | Швеція (SWE)          | 1      | 2      | 2      | 5       |
| 14                   | Україна (UKR)         | 1      | 1      | 5      | 7       |
| 15                   | ПАР (RSA)             | 1      | 1      | 2      | 4       |
| 16                   | Іспанія (ESP)         | 0      | 4      | 1      | 5       |
| 17                   | Мексика (MEX)         | 0      | 2      | 4      | 6       |
| 18                   | Греція (GRE)          | 0      | 1      | 0      | 1       |
| 18                   | Малайзія (MAS)        | 0      | 1      | 0      | 1       |
| 18                   | Норвегія (NOR)        | 0      | 1      | 0      | 1       |
| 18                   | Нідерланди (NED)      | 0      | 1      | 0      | 1       |
| 18                   | Швейцарія (SUI)       | 0      | 1      | 0      | 1       |
| 23                   | Єгипет (EGY)          | 0      | 0      | 1      | 1       |
| 23                   | Нова Зеландія (NZL)   | 0      | 0      | 1      | 1       |
| 23                   | Південна Корея (KOR)* | 0      | 0      | 1      | 1       |
| 23                   | Хорватія (CRO)        | 0      | 0      | 1      | 1       |
| Загалом (26 збірних) | Загалом (26 збірних)  | 76     | 77     | 77     | 230     |